# Alfredo Costales Samaniego
Alfredo Costales (nacido el 8 de junio de 1925 en Riobamba, Ecuador y moriría el 28 de mayo de 2016) fue un importante antropólogo, historiador y escritor ecuatoriano. Junto con su esposa Piedad Peñaherrera de Costales desarrollaron amplias investigaciones acerca del origen de los primeros pobladores de Ecuador. Su obra constituye un hito en la Antropología de Ecuador y sus trabajos sirven de base para muchas investigaciones en la etnomusicología, lingüística, arqueología, historia y antropología en general.   
Junto a su esposa Piedad dedicaron su vida a la investigación del pasado preincaico de Ecuador enfocando sus esfuerzos a la antropología y lingüística como las bases para junto a la arqueología reinterpretar la historia de Ecuador en este periodo y lograr fundar las interpretaciones semióticas de las cerámicas, las conjeturas lingüísticas de los topónimos, y las antologías mitológicas en una historia propia de Ecuador. Esto a su vez estaría basado en idiomas originarios de este país y no otros que fueron impuestos a través de conquistas como el kichwa y el castellano que por esta razón tienen menos antigüedad y presencia en el territorio de dicho país.  

## Biografía

### Primeros años
Nació en Riobamba el 8 de junio de 1925. Su papá fue Alfredo Costales Cevallos y su mamá María Samaniego Chávez. Estudio en Riobamba en la Escuela Simón Bolívar la primaria. Para la secundaria se cambiaría al Colegio San Felipe. Después migraría a Quito para estudiar en la Universidad Central, en la facultad de ciencias sociales. Continuaría sus estudios en México en la Facultad de Antropología Social de la Universidad de México donde se recibiría como antropólogo.

### Trabajo antropológico
Dedicaría su vida, junto a su esposa al estudio antropológico de todas las regiones de Ecuador. Serían una pareja muy prolífica y complementarían desde la antropología los avances que se realizaban en la arqueología de Ecuador. Dentro de sus publicaciones se encuentran estudios sociológicos, recopilaciones de los mitos, estudios lingüísticos, recopilaciones legales, historia social y de las comunidades y muchas etnografías. De todas las obras que publicaron la más destacada es Historia Social del Ecuador que sería escrita en cuatro volúmenes en donde se puede ver un análisis integral de la sociedad ecuatoriana a lo largo de su evolución histórica desde el punto de vista antropológico. Fundaría además el Instituto Ecuatoriano de Antropología y Geografía. 
Una de sus contribuciones más destacadas, junto a su esposa es la publicación de la Historia Social del Ecuador. Tanto Piedad como Alfredo sentaron las bases de la Antropología de Ecuador, y este trabajo es justamente prueba de aquello. A esto se suma la publicación de "Quishihuar o el Árbol de Dios", en donde hacen un diccionario de toda la información que habían levantado a través de etnografías a lo largo de su trabajo por todo Ecuador. Escrita en cuatro tomos es una de las obras más importantes de la antropología de dicho país y es considerado un clásico dentro de los libros publicados en Ecuador.

### Metodología y contribuciones
Alfredo Costales se interesó mucho por los idiomas y su aporte lingüístico es tan importante como el antropológico. Junto a su esposa buscaron entre otras cosas reconciliar los escritos de Juan de Velasco con las nuevas investigaciones arqueológicas realizadas por Jijón y Caamaño. Para ello se valieron de dos métodos, el primero consistía en la investigación antropológica a través del levantamiento de información cultural a través de etnografías en todos los rincones de Ecuador. Con eso tenían información actual sobre las costumbres en cada región distinta, que servía a su vez para interpretar los hallazgos en la cerámica que se habían realizado en la primera mitad del siglo XX. Por otro lado complementaron esto con su trabajo profundo con los idiomas. Alfredo Costales fue un políglota consumado. Hablaba el Idioma cha'palaachi, el tsafiki y el shuar. Como las lenguas nativas de Ecuador. Además de esto aprendió el kichwa y aimara, con el fin de entender e interpretar la conquista de Ecuador. A partir de esto trabajaría en la reconstrucción del shillipanu, que es una palabra que se refiere al mismo tiempo a la familia lingüística barbacoana de las culturas indígenas de Ecuador, así como al idioma específico que se habló en la cultura Quijos y también en los Quitus. A partir de esto buscó rastrear etimológicamente toda la información que había levantado a través de etnografías a una lengua que pertenezca a esta familia lingüística, propia de Ecuador, ya que el kichwa al haber entrado a partir de la conquista incaica no tiene mucha antigüedad en este país, (casi la misma que el castellano), por lo que para en serio lograr sustentar sus contribuciones las fundamentaría en lenguas propiamente locales. Esto lo desarrolló a lo largo de toda su carrera junto a su esposa. A partir de estos dos pilares realizaría una reinterpretación de los hallazgos arqueológicos para obtener finalmente información acerca de la historia preincáica de Ecuador, que fue lo que siempre buscó como científico. Su trabajo en la lingüística sería resumido en la publicación tardía llamada "Etnografía, lingüística e historia antigua de los caras o yumbos colorados (1534-1978)".

### Historia de la Religión

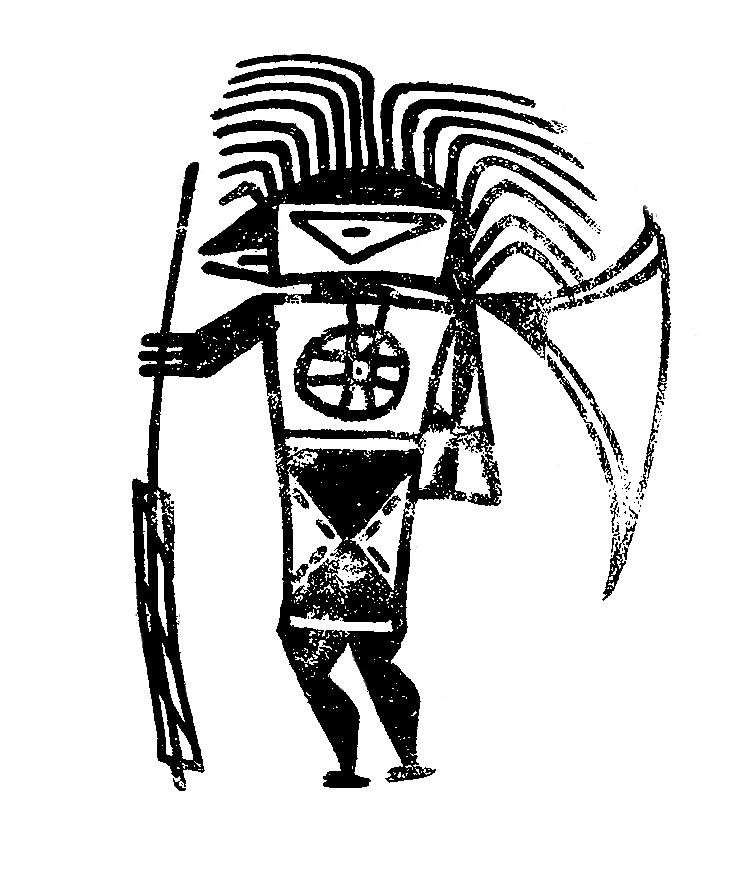
Catequil, deidad a la que le dedicaron muchos escritos e investigaciones

Tanto Piedad como Alfredo eran personas creyentes en la religión católica y dedicaron parte de sus publicaciones a la historia de la religión de Ecuador. No solo que levantaron información de los mitos, que lo publicarían en libros como "Katekil" o en "Mitos Quitu-Cara", sino que además dedicarían libros a historias de órdenes religiosas en particular como sería "Los agustinos pedagogos y misioneros del pueblo (1573-1869)". Aquí desarrollarían toda la historia de la orden religiosa de San Agustín a lo largo de las misiones de Ecuador. A través del trabajo de Piedad y Alfredo se puede apreciar un paso del mito a la religión después de la evangelización y de la religión al folclore actual. Su intuición y erudición servían para penetrar en hechos sociales que para otras personas pasarían desapercibidos pero los esposos Costales encontraban o conjeturaban la raíz mitológica del hecho social. Podían ver en costumbres como la pelea de gallos, antiguas ceremonias prehispánicas con aves sagradas. O en santuarios Marianos, descubrir la historia preincaica, revelando la deidad que ahí existía. Su trabajo es de vital importancia para entender la historia de la Religión en Ecuador, un país que desarrolló su escuela ascética propia, después de la evangelización, y en la época prehispánica tenía su mitología propia.

### Costales y la etnomusicología
Trabajó con el compositor Gerardo Guevara para armar un grupo de trabajo que rescate la música de Ecuador en todas las épocas, desde los silvatos aborígenes de Jama Coaque, la música de la Real Audiencia de Quito y la música en la etapa republicana. Trabajó con Guevara por seis meses junto al musicólogo Juan Mullo Sandoval donde empezaron a registrar los cantos que había aprendido Alfredo Costales. Mulló grabó estas conversaciones y todavía están por editarse. Reunieron en conjunto cerca de 21 cantos que en su mayoría son cortos pero de mucho valor patrimonial. En la actualidad se encuentran con su cita en los archivos y con transcripciones para partituras. Estos cantos pertenecen a las comunidades del centro y sur de la sierra de Ecuador de comunidades indígenas puruhá y cañari. El estado en el que estos cantos se encuentran sin embargo ya reflejan una influencia importante tanto del quichua como de la evangelización. En concreto  “La influencia colonial en algunos de estos cantos es evidente desde su lenguaje sonoro, la escala musical europea es muy clara. Además, el mestizaje se hace evidente y dominan relatos anecdóticos. En el caso de los prehispánicos, en cambio, es evidente la escala pentafónica”. Entre los temas rescatados se encuentra el "Curi muyito", la canción de cuna "Guanguita" que es el telar donde se extienden los hilos para tejer un cedazo.

### Últimos días
El 28 de mayo de 1996 su esposa, Piedad de Costales Peñaherrera moriría, causando un gran dolor en su vida. Piedad le había acompañado a lo largo de toda su vida y juntos dedicaron todo su tiempo a las investigaciones antropológicas. Piedad había sido una gran historiadora y antropóloga y juntos publicaron la mayor parte de su obra.  
Moriría un 28 de mayo de 2016, sobreviviendo décadas a su esposa y habiendo dedicado toda su vida a la antropología de su país.

## Publicaciones
Los libros que publicaría en conjunto con su esposa Piedad serían:
- Katekil o Historial Cultural del campesinado del Chimborazo (1957)
- Coangue o historia cultural y social de los negros del Chota y Salinas (1959)

- Tungurahua: estudio socioeconómico de la provincia del Tungurahua (1961)

- Historia social del Ecuador: 
  - Tomo I: Concertaje de indios y manumisión de esclavos (1964)
  - Tomo II: Aspectos socioeconómicos de la estructura agraria ecuatoriana (1964)
  - Tomo III: Recopilación de las leyes indigenas de 1830 a 1918 (1964)
  - Tomo IV: Reforma Agraria (1971)
- El Quishihuar o el árbol de Dios, cuatro tomos (1966)[9]
- Cunas y Chocos (1968)
- Zumbagua-Guangaje: estudio socioeconómico (1976)
- Los shuar en la historia (1978)
- Otamendi: el centauro de ébano (1980)
- Los Señores naturales de la tierra (1982)
- Amazonia: Ecuador, Perú, Bolivia (1983)[10]
- Pesillo: Documentos para su historia (1987)
- Los Maldonado en la Real Audiencia de Quito (1987)
- El general Víctor Proaño: explorador del territorio shuar (1994)
- Lo indígena y lo negro (1995)
- Mitos quitu-cara (1996)
- Historia de la colonia del gobierno de Macas (1996)
- Etnografía linguistica e historia antigua de los caras o yumbos colorados (2002)
- Historia india de Cochasquí (1991)
- La real familia Duchicela (1992)

Las publicaciones que haría por su cuenta serían:
- Misiones católicas y protestantes entre los aborígenes del oriente ecuatoriano
- Eloy Aflaro: Estudio socio-económico
- La tierra contra el Ecuador
- Década Sangrienta (1954)
- Los Chimbus (1956)
- Karapungo (1960)
- El Chagra, estudio del Mestizaje Ecuatoriano (1961)
- Los indios colorados (1965)
- Los Quichuas del Coca y el Napo (1969)
- Daquilema: último guaminga (1984)[11]
- Investigación musical en los archivos históricos (1991)
- Historia colonial del gobierno de Macas (1998)
- Barro antiguo: el pensamiento antropológico de Juan Félix Proaño (2001)
- Ilaló montaña luminosa, historia antigua de la zona de Ilaló (2006)
- Insurgentes y realistas, la revolución y la contrarevolución quiteñas (2008)[12]
- Arte colonial quiteño: renovado enfoque y nuevos actores (2009) Junto a Carmen Fernández